# Задача Кобона о треугольниках

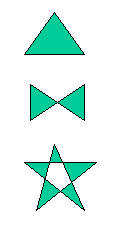
Треугольники Кобона, образованные 3, 4 и 5 отрезками

Зада́ча Кобо́на о треуго́льниках — нерешённая задача комбинаторной геометрии, сформулированная Кодзабуро Фудзмурой (яп. 藤村幸三郎 фудзимура ко:дзабуро:), известным также как Кобон. В задаче спрашивается, каково максимальное число N(k) неперекрывающихся треугольников, стороны которых принадлежат конфигурации k прямых. Вариант задачи рассматривается в проективной плоскости, а не в евклидовой плоскости, и в этом случае требуется, чтобы треугольники не пересекались другими прямыми конфигурации.

## Верхние границы
Сабуро Тамура доказал, что наибольшее целое, не превосходящее k(k − 2)/3, даёт верхнюю границу максимального числа неперекрывающихся треугольников, получаемых из k прямых. В 2007 году Иоганес Бадер и Жиль Клеман (нем. Johannes Bader, фр. Gilles Clément) нашли более сильную границу, доказав, что верхняя граница Тамуры не может быть достигнута для любого k, сравнимого с 0 или 2 по модулю 6. Поэтому максимальное число треугольников на единицу меньше границы Тамура для этих случаев. Совершенные решения (решение задачи Кобона, дающие максимальное число треугольников) известны для k = 3, 4, 5, 6, 7, 8, 9, 13, 15 и 17. Для k = 10, 11 и 12 наилучшие известные решения на единицу меньше верхней границы.
Если дано совершенное решение с k0 прямыми, другие решения задачи Кобона о треугольниках могут быть найдены для всех значений ki, где
{\displaystyle k_{n+1}=2k_{n}-1,}
при помощи процедуры Д. Форжа и Дж. Л. Рамиреза Альфонсина. Например, решение для k0 = 3 приводит к максимальному числу неперекрывающихся треугольников для k = 3, 5, 9, 17, 33, 65, …
| k                                | 3 | 4 | 5 | 6 | 7  | 8  | 9  | 10 | 11 | 12 | 13 | 14 | 15 | 16 | 17 | 18 | 19  | 20  | 21  | OEIS  |
| -------------------------------- | - | - | - | - | -- | -- | -- | -- | -- | -- | -- | -- | -- | -- | -- | -- | --- | --- | --- | ----- |
| Верхняя граница Тамуры для N(k)  | 1 | 2 | 5 | 8 | 11 | 16 | 21 | 26 | 33 | 40 | 47 | 56 | 65 | 74 | 85 | 96 | 107 | 120 | 133 | [ 6 ] |
| Верхняя граница Клемана и Бадера | 1 | 2 | 5 | 7 | 11 | 15 | 21 | 26 | 33 | 39 | 47 | 55 | 65 | 74 | 85 | 95 | 107 | 119 | 133 | —     |
| Лучшие известные решения         | 1 | 2 | 5 | 7 | 11 | 15 | 21 | 25 | 32 | 38 | 47 | 53 | 65 | 72 | 85 | 93 | 104 | 115 | 130 | [ 7 ] |

## Примеры

3 прямых образуют треугольник
4 прямых
5 прямых
6 прямых
7 прямых